# Dietmar Schwager
Dietmar Schwager (Kaiserslautern, 15 de agosto de 1940 - Kaiserslautern-Dansenberg, 20 de noviembre de 2018) fue un exfutbolista y entrenador alemán. Jugó doce temporadas en el 1. FC Kaiserslautern.

## Clubes

### Como jugador
| Club                    | País     | Año       |
| ----------------------- | -------- | --------- |
| VfR 1906 Kaiserslautern | Alemania | 1963–1964 |
| 1. FC Kaiserslautern    | Alemania | 1964–1976 |

### Como entrenador
| Club                 | País     | Año       |
| -------------------- | -------- | --------- |
| Borussia Neunkirchen | Alemania | 1978–1979 |
| FC Schalke 04        | Alemania | 1979–1980 |
| FSV Frankfurt        | Alemania | 1980–1981 |